# Fw 187
A Focke-Wulf Fw 187 Falke (Sólyom) egy német repülőgép, amelyet az 1930-as évek végén fejlesztettek ki. Kurt Tank kétmotoros, nagy teljesítményű vadászgépnek képzelte el, de a Luftwaffe nem látott szerepet a tervezésben, a Messerschmitt Bf 109 és a Bf 110 közötti köztesnek tekintette. Később a prototípusokat kétülésesre adaptálták, hogy versenyezzenek a Bf 110-el a Zerstörer (nehézvadász) szerepben, de összesen csak kilenc repülőgépet építettek.

## Fordítás
Ez a szócikk részben vagy egészben  a   Focke-Wulf Fw 187 című német Wikipédia-szócikk fordításán alapul.  Az eredeti cikk szerkesztőit annak laptörténete sorolja fel. Ez a jelzés csupán a megfogalmazás eredetét és a szerzői jogokat jelzi, nem szolgál a cikkben szereplő információk forrásmegjelöléseként.